# Piskó, Baranya
Piskó este un sat în districtul Sellye, județul Baranya, Ungaria, având o populație de 255 de locuitori (2011). 

## Demografie
Componența etnică a satului Piskó
     Maghiari (62,4%)
     Romi (37,6%)
Componența confesională a satului Piskó
     Romano-catolici (85,49%)
     Reformați (9,02%)
     Fără religie (1,18%)
     Necunoscută (4,31%)
Conform recensământului din 2011, satul Piskó avea 255 de locuitori. Din punct de vedere etnic, majoritatea locuitorilor (37,6%) erau romi.  Din punct de vedere confesional, majoritatea locuitorilor (85,49%) erau romano-catolici, existând și minorități de reformați (9,02%) și persoane fără religie (1,18%). Pentru 4,31% din locuitori nu este cunoscută apartenența confesională.